# South Downs nationalpark

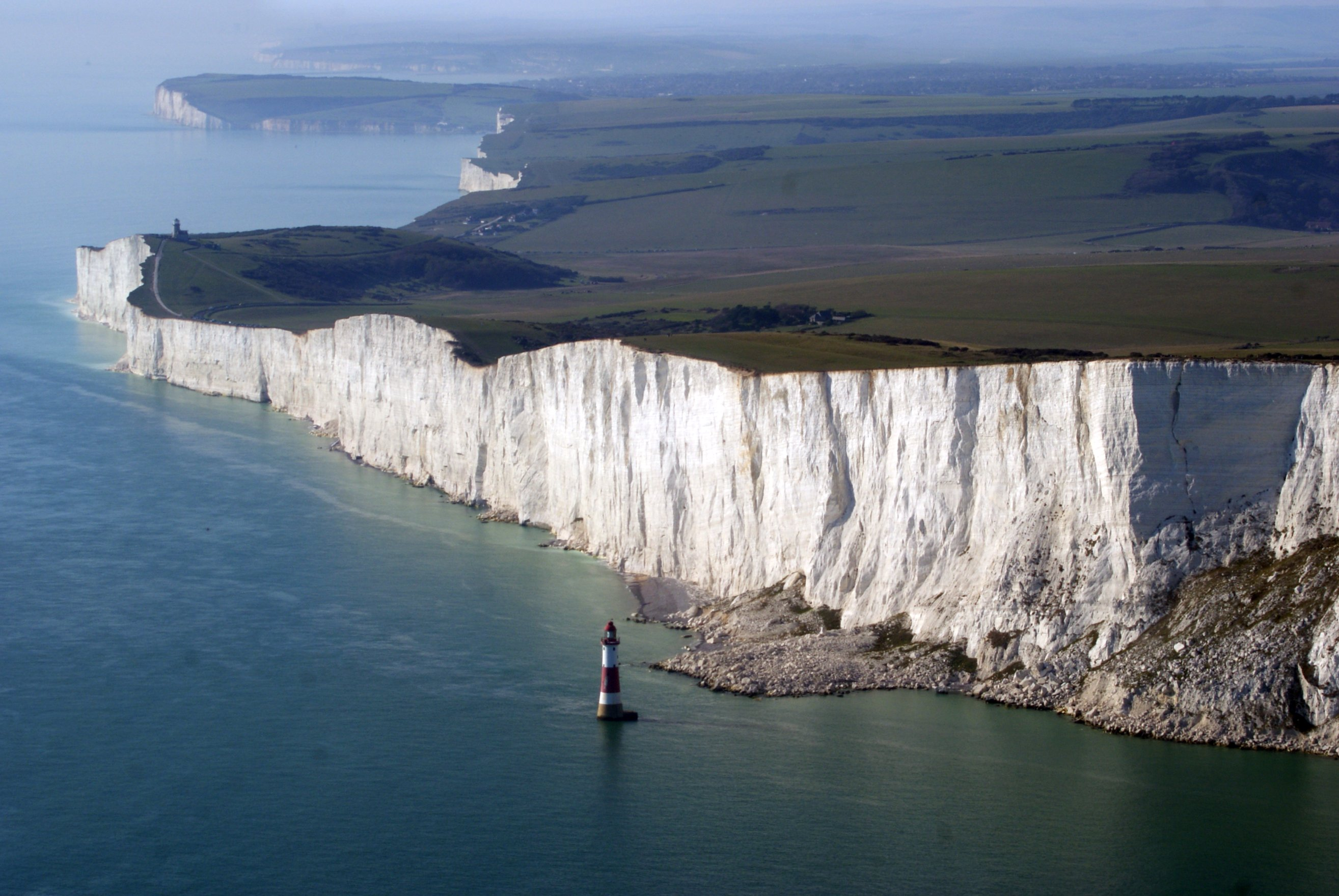
Udden Beachy Head, med kritklipporna Seven Sisters och udden Seaford Head i bakgrunden.

South Downs nationalpark är en nationalpark i södra England, Storbritannien. Nationalparken omfattar cirka 1 600 km² och sträcker sig ungefär 140 km, från staden Winchester i väst till Eastbourne i öst, genom de tre grevskapen Hampshire, West Sussex och East Sussex. Det är Englands nyaste nationalpark, området utnämndes och bekräftades som blivande nationalpark 2009 och etablerades 2010. Nationalparkförvaltningen SDNPA (South Downs National Park Authority) är i full verksamhet sedan 1 april 2011.
Parken har fått namn efter höjdryggen South Downs som sträcker sig genom nationalparken och präglar mycket av dess landskap. Norr om South Downs löper en annan höjdrygg, North Downs, och tillsammans brukar de kallas för Downs. Båda höjdryggarna utgår från kritplatån Salisbury Plain.
Omkring 110 000 människor bor inom nationalparkens gränser och mångdubbelt fler i dess närhet.

## Historia
Området som utgör South Downs nationalpark har länge betraktats som mycket naturskönt, och redan på 1920-talet framfördes förslag på en nationalpark i området, dock blev förslaget ej genomfört, men området kom år 1945 att i en officiell rapport, National Parks in England and Wales, av John Gordon Dower, sekreterare för nationalparkskommitén, att inkluderas i en lista över "övriga natursköna områden". I en rapport från 1947 av Sir Arthur Hobhouse, Report of the National Parks Committee, var inställningen till idén mer positiv och South Downs blev inkluderat i en lista med förslag på områden som kunde rekommenderas som blivande nationalparker. På 1960-talet utnämndes två områden, östra Hampshire (1962) och Sussex Downs (1966), till områden av utomordentlig naturlig skönhet, Area of Outstanding Natural Beauty (AONB). Dessa områden bildade grunden för dagens nationalpark när områdets status som sådan etablerades 2010. Att bevara områdets naturvärden var ett av syftena med inrättandet av parken, liksom att bevara områdets kulturarv.

## Natur
South Downs nationalpark ligger i ett område där berggrunden till stor del består av kritberggrund (kalksten), och South Downs kritkullar, som sträcker sig från Eastbourn i väst-nordlig riktning mot östra Hampshire, präglar mycket av landskapet. Vid Engelska kanalens kust nära Eastbourn finns flera högresta vita klippor, som udden Beachy Head och de vita kritklipporna som kallas Seven Sisters och udden Seaford Head. Men det finns även områden som har en annan fysisk geografi, som sandstensberggrund och lera. Ett sådant område är The Weald, vars västra delar ingår i nationalparken. The Weald var förr ett vitt skogbevuxet område och är fortfarande ett av Englands skogrikaste områden, även om skogen med tiden minskat. Greensand Ridge, där berggrunden består av sandsten med inslag av glaukonit (grönsand) är ett annat.
Inom nationalparken finns många olika naturtyper, kullar och åsar, dalar, låglänta hedar, kalkrika gräsmarker, skog, våtmarker och floder, kust och hav och jordbruksmark. Det öppna hedlandskapet och gräsmarkerna har formats genom bete främst av får. De kalkrika betade gräsmarker som finns i South Downs hyser en speciell flora och fauna, karaktäriserad av kalkgynnade arter varav många är sällsynta i andra naturtyper. Denna typ av habitat har under 1900-talet minskat i Storbritannien, även i South Downs, dels genom minskat bete som fått till följd att sly och buskar brett ut sig och dels genom andra förändringar i markanvändningen, som till exempel uppodling av tidigare betesmark. En omfattande uppodling av tidigare betesmark i södra England skedde framförallt under andra världskriget. Ungefär 4 % av nationalparkens yta består idag av sådan kalkrik gräsmark och habitatet är en nyckelbiotop inom nationalparken. Till de i Storbritannien mer sällsynta arter som är speciellt anpassade till habitatet hör exempelvis orkidén Ophrys apifera och fjärilen Lysandra bellargus. Låglänt ljunghed är en annan nyckelbiotop som täcker omkring 1 % av nationalparkens yta.
Till de större floder som rinner genom nationalparken hör Itchen, Rother och Meon i Hampshire, Arun och Adur i West Sussex och Ouse och Cuckmere i East Sussex. Skog täcker cirka 20 % av nationalparkens yta. Den mesta av skogen finns väster om floden Arun.

## Kultur
South Downs nationalpark omfattar ett område med ett rikt kulturarv, och nationalparken är också den nationalpark i England som har den största befolkningen, då omkring 110 000 människor bor inom nationalparkens gränser. Mångdubbelt fler bor dessutom i dess närhet. Inom parken finns flera arkeologiska platser från bronsåldern och järnåldern. Det finns också lämningar efter romartiden.
Till de städer som är belägna inom nationalparkens gränser hör Arundel och Lewes, Petersfield, Liss, Midhurst och Petworth. I nationalparkens närhet ligger städer som Winchester, Eastbourne, Southampton, Portsmouth, Chichester, Bognor Regis och Littlehampton, Worthing, Brighton and Hove, Newhaven och Seaford.